# فريتيوف كابرا
فريتيوف كابرا (بالألمانية: Fritjof Capra) (و. 1939 – م) هو فيزيائي، وكاتب من النمسا . ولد في فيينا.

## التعليم
تعلم في جامعة فيينا

## روابط خارجية
- فريتيوف كابرا على موقع IMDb (الإنجليزية)
- فريتيوف كابرا على موقع مونزينجر (الألمانية)
- فريتيوف كابرا على موقع إن إن دي بي (الإنجليزية)
- فريتيوف كابرا على موقع ديسكوغز (الإنجليزية)
- فريتيوف كابرا على موقع قاعدة بيانات الفيلم (الإنجليزية)